# András Bodor (istoric)
Bodor András (n. 5 august 1915, Suatu, Cluj, Austro-Ungaria – d. 4 octombrie 1999, Cluj-Napoca, România) a fost un istoric și traducător de origine maghiară.  

## Viața și activitatea
Bodor András s-a născut la 5 august 1915, în comuna Suatu din județul Cluj. A urmat studiile secundare la Cluj, în cadrul Colegiului Unitarian, obținându-și diploma de bacalaureat în anul 1933. Studiile superioare le finalizează la Cluj și la Universitatea Oxford, unde ajunge cu o bursă primită pentru rezultatele deosebite. În anul 1943 obține titlul de doctor în filozofie clasică și istorie antică. Cariera didactică și-o începe la Colegiul Unitarian din Cluj, pentru ca în anul 1948 să ajungă profesor la catedra de istorie veche universală a  Universității Babeș-Bolyai. Mai apoi devine vicepreședinte al Societății de studii clasice din Cluj, membru al Comitetului național al istoricilor din România, iar din 1970, membru corespondent al Academiei de științe sociale și politice a Republicii Socialiste România.  
Bodor András a fost un specialist în probleme de istorie veche universală și în subiecte legate de istoria Daciei Romane. Mai mult decât atât, acesta s-a remarcat și în domeniul traducerilor, fiind cunoscătorul a trei limbi: engleză, latină și greacă. Prin urmare, Bodor András a tradus de-a lungul timpului opere ale unor mari clasici greci și romani, dar și a unor scriitori englezi. Este singurul reprezentant de origine maghiară, specializat în studii clasice transilvănene și care a reușit să obțină recunoaștere internațională.

## Opera
Lucrări
- Erasm din Rotterdam. Elogiul nebuniei, București, 1960, 232 p.
- Aiszóposz, București, 1970, 246 p.

Studii publicate în volume de specialitate:
- Contribuții la problema agriculturii în Dacia înainte de cucerirea romană. Problema obștilor la daci, în Studii și Cercetări de Istorie Veche, VII (1956), 3-4, p. 253-266 și VIII (1957), 1-4, p. 137-148.
- Contribuții la cucerirea Daciei, în Acta Musei Napocensis, 1964, p. 137-162.
- Dacian Sclaves and Freedmen in the Roman Empire and the Fate of the Dacian Prisoniers of War, în Acta Antiqua Philoppopolitana, Sofia, 1963, p. 44-52.
- Der Liber-und Libera-Kult. Ein Beitrag zur Fortdauer der bodenstándigen Bevólkerung im römerzeitlichen Dazien, în Dacia, VII, 1963, p. 211-239.
- Despre noțiunea de filozofie a istoriei, în Filozofia istoriei. Studii, București, 1969, p. 257-274.
- Emperor Aurelian and the Abandonment of Dacia, în Dacoromania, 1973, p. 29-40.
- Împăratul Caracalla în Dacia, în In memoriam Constantini Daicoviciu, Cluj, 1974, p. 39-50.
- Macedonia  és a dáciai törzsek kapcsolatai i.e. 11 század elsö felében (Relațiile Macedoniei cu triburile din Dacia în prima jumătate a sec. al II-lea î.e.n.), în Studia Universitatis Babeș-Bolyai, 1961, p. 19-33.
- Napoca a feliratok tükrében (Napoca în lumina inscripțiilor), în Kelemen Lajos emlékkönyv, Cluj, 1957, p. 78-111.
- Un nou monument de la Gilău înfățișând banchetul funebru, în Omagiu lui C. Daicoviciu, București, 1960, p. 41-54.